# 酒井豊教
酒井 豊教（さかい とよのり）は、戦国時代から安土桃山時代にかけての丹波国の武将。丹波酒井氏の一族、初田酒井氏の当主で大沢城主。
生没年は不明であるが、波多野元秀に仕えたことから概ね15世紀前半に活躍した人物であるとされる。居城の大沢城も、豊教が当主であった頃の永禄年間の築城と伝わる。他の酒井四家の中でも、初田酒井氏が矢代酒井氏から独立したのは比較的最近で、矢代氏当主、酒井益氏の庶子が庶流家として分家したのが始まりである。そのため、史料にはほとんど現れず、正確に現れ始めるのは、これも豊教の時代となってからである。しかし、豊教は波多野元秀の右筆を務め、その配下で書状の発給を行うという活躍をし、酒井家家中でも徐々にその頭角を現し、惣領家に並んで酒井四家の一つに数えられるようになった。嫡男の氏武は幼少であったにもかかわらず、『栗栖野信政等連署寄進状』に署名をしており、本家の矢代氏と同格の立場で行動している。 このとき、氏武は3歳であったが、初田氏の家督を豊教から譲り受けていることがわかる。よって、以上のような事実を踏まえると、この時点で豊教は既に亡くなっていると考えられ、その没年はおよそ1560年代前半であると推定される。また、大沢荘や犬甘保一帯を本拠としており、初田氏の当主は、酒井氏始祖の酒井政親の旧居館跡、初田館に居住している。さらに、領地内の内政については、家老の杉本氏や石野氏らが補佐した。これらの杉本氏や石野氏両氏は、戦時になると大沢城の付城である佐幾山城、禄庄城の城主として明智軍の城攻めに抗戦している。